# Apulia és Calabria uralkodóinak listája
Az Apulia–kalábriai Hercegség Olaszország déli részén állt fenn a 11.-12. században.

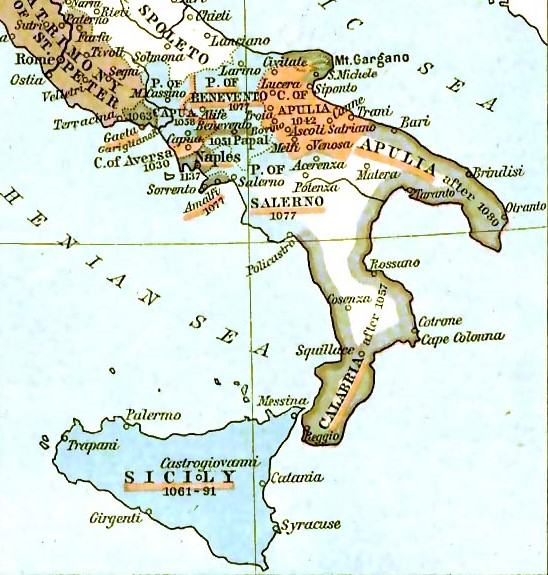
Dél-Itália 1050 körül

Itália 1084 körül

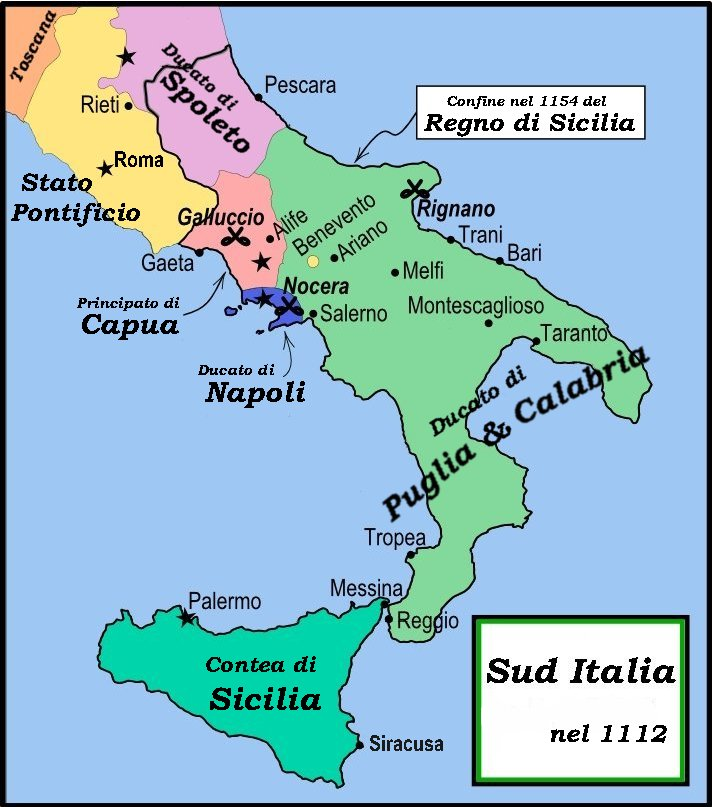
Dél-Itália 1112 körül

| Név                             | Uralkodása                          | Megjegyzések                      |
| ------------------------------- | ----------------------------------- | --------------------------------- |
| Vaskezű Vilmos (*1005 k.)       | gr.: 1042, †1046 májusa             | Apuliai gróf.                     |
| Drogo (*1010 k.)                | gr.: 1046, †1051. augusztus 10.     |                                   |
| Humfréd (*1010 k.)              | gr.: 1051, †1057 augusztusa         |                                   |
| Guiscard Róbert (*1015 k.)      | gr.: 1057, †1085. július 17.        | 1059-től Apulia–Kalábriai herceg. |
| Roger Borsa (*1061)             | hcg.: 1085, †1111. február 22.      |                                   |
| II. Vilmos (*1096/1097)         | hcg.: 1111, †1127. július 25./28    |                                   |
| II. Roger (*1095. december 22.) | hcg.: 1127–1134, †1154. február 26. |                                   |
| III. Roger (*1118)              | hcg.: 1134, †1148. május 2./12      |                                   |
| Ranulf (*1093)                  | hcg.: 1137, †1139. április 30.      |                                   |
| III. Vilmos (*1122)             | hcg.: 1149–1151, †1166. május 7.    |                                   |
| ...                             |                                     |                                   |
| IV. Roger (*1152)               | hcg.: 1156, †1161. március 11.      |                                   |
| ...                             |                                     |                                   |
| Bohemond (*1176)                | hcg.: 1181-ben, †1181               |                                   |
| ...                             |                                     |                                   |
| V. Roger (*1175)                | hcg.: 1189, †1193. december 24.     |                                   |